# التاريخ الكبير (كتاب)
التاريخ الكبير هو أحد أبرز كتب أهل السنة والجماعة في الجرح والتعديل وعلم الرجال، ألّفه الإمام محمد بن إسماعيل البخاري، صنفه في المدينة النبوية وهو في الثامنة عشرة من عمره. قال البخاري: «فلما طعنت في ثماني عشرة سنة جعلت أصنف قضايا الصحابة والتابعين وأقاويلهم وذلك أيام عبيد الله بن موسى وصنفت كتاب التاريخ إذ ذاك عند قبر النبى صلى الله عليه وسلم في الليالى المقمرة وقل اسم في التاريخ إلا وله عندى قصة.» ويُعد هذا الكتاب من أهم المصادر التي اعتنت بتراجم رواة الحديث النبوي.

## المؤلف
هو الإمام أبو عبد الله محمد بن إسماعيل البخاري (13 شوال 194 هـ - 1 شوال 256 هـ) / (20 يوليو 810 م - 1 سبتمبر 870 م). أحد كبار الحفّاظ الفقهاء ومن أهم علماء الحديث وعلوم الرجال والجرح والتعديل والعلل عند أهل السنة والجماعة، له مصنّفات كثيرة أبرزها كتاب الجامع الصحيح، المشهور باسم صحيح البخاري، الذي يعتبر أوثق الكتب الستة الصحاح والذي أجمع علماء أهل السنة والجماعة أنه أصح الكتب بعد القرآن الكريم. نشأ يتيماً وطلب العلم منذ صغره ورحل في أرجاء العالم الإسلامي رحلة طويلة للقاء العلماء وطلب الحديث. اشتهر شهرة واسعة وأقرّ له أقرانه وشيوخه ومن جاء بعده من العلماء بالتقدّم والإمامة في الحديث وعلومه، حتّى لقّب بأمير المؤمنين في الحديث.(2)  وتتلمذ عليه كثير من كبار أئمة الحديث كمسلم بن الحجاج وابن خزيمة والترمذي وغيرهم، وهو أول من وضع في الإسلام كتاباً مجرّداً للحديث الصحيح. ومن أوّل من ألّف في تاريخ الرجال. امتُحن أواخر حياته وتُعصّب عليه حتى أُخرج من نيسابور وبخارى فنزل إحدى قرى سمرقند فمرض وتوفيّ بها.

## اسم الكتاب ووصفه ومنهجه

### الاسم والنسبة للمؤلف
اتفق كل من ذكر أو تكلّم عن هذا الكتاب إن اسمه «التاريخ الكبير» ولم يُذكر أو يُعرف باسم آخر. ولم يرد شك أو خلاف بين المؤرخين والمحققين على ثبوت نسبة الكتاب للإمام البخاري، وقد دل على ذلك أمور عديدة أهمها:
- ذكر المؤلف للكتاب ونسبته لنفسه.
- شهرة الكتاب واستفاضة ذكره بين العلماء المختصين بهذا الشأن قديماً وحديثاً.
- عزو الكتاب إلى المؤلف في جميع المخطوطات الموجودة للكتاب.
- وجود أسانيد رواة الكتاب إلى المؤلف وإثباتها على النسخ الخطية.
- النقل والاستفادة من الكتاب ونسبة الكتاب لابن عدي عند علماء الجرح والتعديل الذين جاؤوا بعده وصنفوا الكتب في هذا العلم.

### موضوعه ومنهجه
موضوع هذا الكتاب يتضمَّن عرض تراجم رواة الحديث النبوي، والآثار المروية عموماً؛ سواءً أكان الرواة ثقات أم ضعفاء، وقد اعتمد فيه المؤلف على مسموعاته من الأحياء، والروايات، والأحاديث في إثبات الأسماء، والأنساب، والكنى . كما اشتمل على الكثير من الجرح، والتعديل مما جعله مصدراً هاماً في معرفة علل الحديث.
قدَّم البخاري للكتاب بمقدمة مختصرة بيَّن فيها فضل قريش، واصطفاء الله عز وجل لنبيِّه ﷺ، ثم أورد ترجمة مختصرة لرسول الله ﷺ، ونسبه إلى آدم عليه السلام، وذكر شيءًا من صفاته ومدة بعثته ثم تكلّم عن كيفية ابتداء التاريخ الهجري في عهد عمر بن الخطاب ثم ذكر تاريخ وفاة النبي ﷺ. ورتَّب كتابه على حروف المعجم وراعا في ذلك الحرف الأول من الاسم والحرف الأول من اسم الأب، لكنه بدأ الكتاب بأسماء من اسمه محمد، وذلك لشرف اسم النبي ﷺ، وانتقل بعد ذلك فابتدأ بحرف الألف، ثم الباء وهكذا على الترتيب الأبجدي. وقَدَّمَ أسماء الصحابة أولاً بغض النظر عن أسماء آبائهم، ثم أتبعهم بذكر أسماء التابعين ثم من جاء بعدهم، ثم انتقل بعد ذلك إلى ذكر بقية الأسماء مع ترتيب أسماء آبائهم. و ذلك ذكر من لا يُعرف اسمه وإنما وإنما يُعرف بكنيته كأبو فلان، أو ابن فلان.

## طبعات الكتاب
طبع التاريخ الكبير بالمطبعة العثمانية بحيدر آباد الدكن بعناية كل من عبد الرحمن بن يحيى اليماني وأحمد بن محمّد اليماني وهاشم الندوي وأحمد الله الندوي ومحمد طه الندوي ومحمد عادل القدوسي وحسن جمال الليل المدني وأبو الوفاء الأفغاني الذي حقق الجزء الثالث، ما بين سنة 1360- 1378هـ/ 1941- 1959م.